# Giải bóng đá vô địch các câu lạc bộ sông Mê Kông 2017
Giải bóng đá vô địch các câu lạc bộ sông Mê Kông 2017 (tiếng Anh: Toyota Mekong Club Championship 2017) là giải bóng đá được tổ chức lần thứ 4  của Giải bóng đá vô địch các câu lạc bộ sông Mê Kông với sự tài trợ của Toyota. Năm 2017, chỉ có 4 đại diện đến từ các quốc gia thuộc khu vực tiểu vùng sông Mê Kông gồm: Campuchia, Lào, Thái Lan và Việt Nam tham dự. Riêng đại điện của quốc gia Myanmar không tham dự giải.

## Các đội bóng tham gia
| Đội bóng            | Liên đoàn         | Điều kiện tham dự               | Số lần tham dự    |
| Tham dự chung kết   | Tham dự chung kết | Tham dự chung kết               | Tham dự chung kết |
| ------------------- | ----------------- | ------------------------------- | ----------------- |
| Muangthong United   | Thái Lan          | Vô địch Thai League Cup 2017    | Lần thứ 1         |
| Tham dự bán kết     |                   |                                 |                   |
| Lào Toyota          | Lào               | Vô địch Lao Premier League 2017 | Lần thứ 2         |
| Tham dự vòng 1      |                   |                                 |                   |
| Sanna Khánh Hòa BVN | Việt Nam          | Thứ 6 V.League 1 2017           | Lần thứ 1         |
| Beoung Ket Angkor   | Campuchia         | Vô địch Cambodian League 2017   | Lần thứ 3         |

## Danh sách cầu thủ
| Số thứ tự | Đội bóng            | Liên đoàn | Huấn luyện viên      | Đội trưởng      |
| --------- | ------------------- | --------- | -------------------- | --------------- |
| 1         | Sanna Khánh Hòa BVN | Việt Nam  | Võ Đình Tân          | Chaher Zarour   |
| 2         | Boeung Ket Angkor   | Campuchia | Hav Socheat          | Sou Yaty        |
| 3         | Toyota Lào          | Lào       | Bounlap Khenkitisack | Kazuo Honma     |
| 4         | Muangthong United   | Thái Lan  | Totchtawan Sripan    | Teerasil Dangda |

## Địa điểm
| Phnôm Pênh                      | Viêng Chăn                    | Bangkok                             | Hà Nội                |
| ------------------------------- | ----------------------------- | ----------------------------------- | --------------------- |
| Sân vận động Olympic Phnôm Pênh | Sân vận động Quốc gia Lào mới | Sân vân động Quốc gia Suphachalasai | Sân vận động Hàng Đẫy |
| Sức chứa: 50.000                | Sức chứa: 25.000              | Sức chứa: 19.793                    | Sức chứa: 22.500      |
|                                 |                               |                                     |                       |

## Vòng 1
- Thời gian được tính theo giờ địa phương (UTC+7:00) và (UTC+6:30)

Lượt đi
| Sanna Khánh Hòa BVN                                                   | 4 - 4          | Beoung Ket Angkor                                        |
| --------------------------------------------------------------------- | -------------- | -------------------------------------------------------- |
| Lê Duy Thanh 8' · Youssouf Touré 42', 55', 83' · Trần Đình Khương 49' | Chi tiết Video | Maycon Calijuri 39' (ph.đ.), 48', 88' · Julius Oiboh 82' |

Lượt về
| Beoung Ket Angkor                                     | 1 - 5          | Sanna Khánh Hòa BVN                                                                                          |
| ----------------------------------------------------- | -------------- | --- |
| Sok Sovan 20' · Rous Samoeun 26' · Sun Sovanrithy 18' | Video Chi tiết | Youssouf Touré 13' (ph.đ.), 77' · Nguyễn Đình Nhơn 19' · Nguyễn Hoàng Quốc Chí 70' · Nguyễn Đoàn Duy Anh 88' |

Sanna Khánh Hòa BVN thắng với tổng tỷ số 9-5.

## Vòng đấu loại trực tiếp

### Sơ đồ
|  | Bán kết             | Bán kết             | Bán kết |  |  | Chung kết           | Chung kết           | Chung kết | Chung kết | Chung kết |
|  |                     |                     |         |  |  |                     |                     |           |           |           |
|  |                     |                     |         |  |  | Sanna Khánh Hoà BVN | Sanna Khánh Hoà BVN | 1         | 0         | 1         |
|  | Lào Toyota          | Lào Toyota          | 0       |  |  | Muangthong United   | Muangthong United   | 3         | 4         | 7         |
|  | Sanna Khánh Hòa BVN | Sanna Khánh Hòa BVN | 2       |  |  |                     |                     |           |           |           |

### Bán kết
| Lào Toyota                                      | 0-2            | Sanna Khánh Hòa BVN                                           |
| ----------------------------------------------- | -------------- | ------------------------------------------------------------- |
| Saison Khounsamnan 7' · Lektoxa Thongsavath 32' | Chi tiết Video | Nguyễn Tấn Tài 35' · Youssouf Touré 83' · Nguyễn Tấn Điền 39' |

### Chung kết
Lượt đi
| Sanna Khánh Hoà BVN                       | 1–3            | Muangthong United                                                     |
| ----------------------------------------- | -------------- | --------------------------------------------------------------------- |
| Youssouf Touré 42' · Nguyễn Đình Nhơn 16' | Chi tiết Video | Adisak Kraisorn 6', 90+3' · Sarach Yooyen 89' · Nukoolkit Krutyai 59' |

Lượt về
| Muangthong United                                                                                | 4–0                    | Sanna Khánh Hoà BVN |
| ------------------------------------------------------------------------------------------------ | ---------------------- | ------------------- |
| Adisak Kraisorn 54' · Thossawat Limwannasathian 56' · Teerasil Dangda 78' · Siroch Chatthong 89' | Hiệp 1 Hiệp 2 Chi tiết |                     |

## Vô địch
- Đội vô địch:  Muangthong United
- Đội á quân:  Sanna Khánh Hoà BVN
- Đội hạng ba:  Lào Toyota
- Cầu thủ ghi nhiều bàn thắng nhất giải:  Youssouf Touré ( Sanna Khánh Hoà BVN) với 7 bàn thắng.
- Cầu thủ xuất sắc nhất giải:  Youssouf Touré ( Sanna Khánh Hoà BVN)

## Danh sách cầu thủ ghi bàn
| Xếp hạng | Cầu thủ                   | Đội bóng            | Số bàn thắng |
| -------- | ------------------------- | ------------------- | ------------ |
| 1        | Youssouf Touré            | Sanna Khánh Hòa BVN | 7            |
| 2        | Maycon Calijuri           | Boeung Ket Angkor   | 3            |
| 2        | Adisak Kraisorn           | Muangthong United   | 3            |
| 3        | Lê Duy Thanh              | Sanna Khánh Hòa BVN | 1            |
| 3        | Nguyễn Hoàng Quốc Chí     | Sanna Khánh Hòa BVN | 1            |
| 3        | Nguyễn Đình Nhơn          | Sanna Khánh Hòa BVN | 1            |
| 3        | Nguyễn Đoàn Duy Anh       | Sanna Khánh Hòa BVN | 1            |
| 3        | Nguyễn Tấn Tài            | Sanna Khánh Hòa BVN | 1            |
| 3        | Julius Oiboh              | Boeung Ket Angkor   | 1            |
| 3        | Sok Sovan                 | Boeung Ket Angkor   | 1            |
| 3        | Sarach Yooyen             | Muangthong United   | 1            |
| 3        | Thossawat Limwannasathian | Muangthong United   | 1            |
| 3        | Teerasil Dangda           | Muangthong United   | 1            |
| 3        | Siroch Chatthong          | Muangthong United   | 1            |